# Aphrissa
Genre
Le genre Aphrissa regroupe des insectes lépidoptères de la famille des Pieridae, de la sous-famille des Coliadinae.

## Dénomination
Le genre Aphrissa a été décrit par le zoologiste anglais Butler, en 1873. L'espèce type est Papilio statira (Cramer, 1777)

## Distribution
Leur aire de répartition se situe en Amérique du Sud, en Amérique centrale et jusqu'au sud-est du Mexique.

## Liste des espèces
- Aphrissa boisduvalii (C. et R. Felder, 1861) au Guatemala, en Colombie, en Bolivie et au Brésil.
- Aphrissa fluminensis (d'Almeida, 1921) au Brésil, en Guyane et au Pérou.
- Aphrissa godartiana (Swainson, 1821) en Amérique Centrale et à Haïti.
  - Aphrissa godartiana godartiana
  - Aphrissa godartiana hartonia (Butler, 1836) à la Jamaïque.
- Aphrissa neleis (Boisduval, 1836) à Cuba.
- Aphrissa orbis (Poey, 1832)
  - Aphrissa orbis orbis à Cuba.
  - Aphrissa orbis browni (Munroe, 1947) à Haïti.
- Aphrissa schausi (Avinoff, 1926) au Guatemala et dans le sud-est du Mexique.
- Aphrissa statira (Cramer, [1777])
- Aphrissa wallacei (C. et R. Felder, 1862) au Brésil et au Pérou.

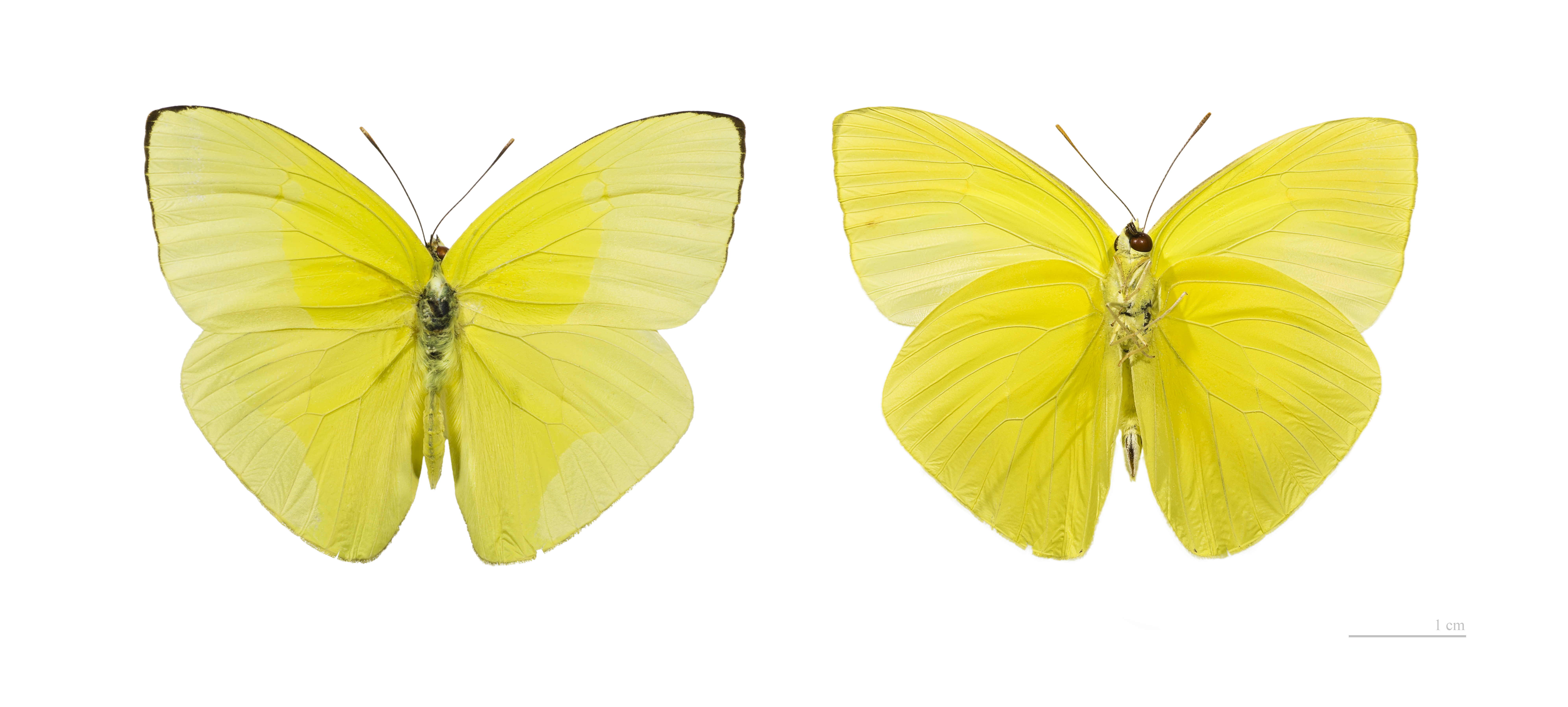
Aphrissa fluminensis
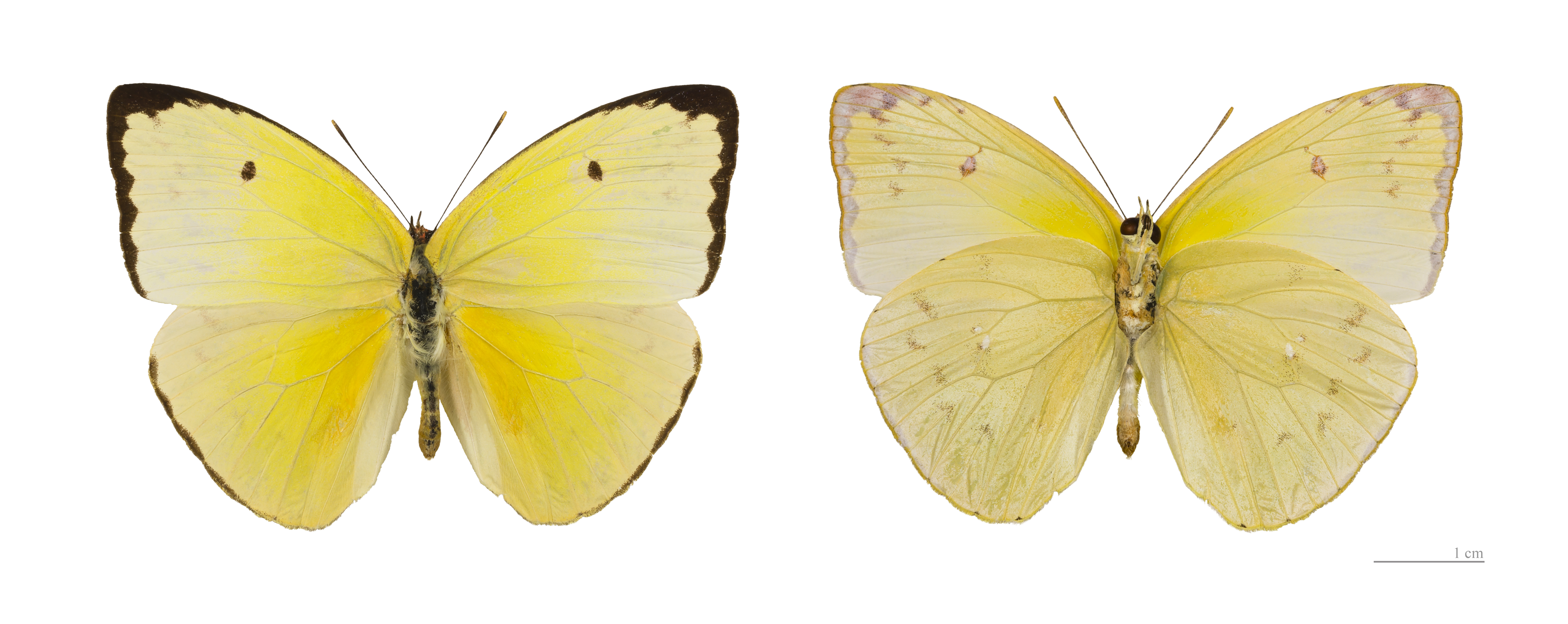
Aphrissa statira

### Source
- (en) Aphrissa sur funet